# Cola
Cola — канадський постпанк-гурт з Монреаля, Квебек.

## Історія
Коріння гурту Cola сягає кінця 2019 року, коли учасники гурту Ought з Монреалю, Тім Дарсі та Бен Стідворсі, почали писати музику з Еваном Картрайтом з гурту U.S. Girls. Дарсі та Сідворсі були в той час у Монреалі, а Картрайт у Торонто. Після неформальних записів і музичних сесій, учасники почали обмінюватися текстами та ідеями пісень у 2020 та 2021 роках. 
У листопаді 2021 року гурт Ought оголосив про розпуск і того ж дня було оголошено про створення гурту Cola.  
Одночасно з оголошенням про створення гурту Cola був випущений дебютний сингл «Blank Curtain». Пісня отримала схвальні відгуки критиків, Роб Шеффілд (Rob Sheffield) з Rolling Stone сказав, що пісня «одержима розкішним гітарним грувом».
Дебютний концерт гурту Cola запланований 16 листопада 2021 року в бруклінському клубі Baby's All Right.
22 лютого 2022 року гурт Cola анонсував свій дебютний студійний альбом Deep in View. Реліз альбому відбувся 20 травня 2022 року.

## Учасники гурту
- Тім Дарсі (Tim Darcy) — гітара, вокал
- Бен Стідворті (Ben Stidworthy) — бас
- Еван Картрайт (Evan Cartwright) — ударні

## Дискографія

### Студійні альбоми
- Deep in View (2022)
- The Gloss (2024)

### Сингли
- "Blank Curtain" (2021)
- "So Excited" (2022)
- "Water Table" (2022)
- "Degree" (2022)
- "Fulton Park" (2022)
- "Keys Down If You Stay" (2023)
- "Bitter Melon" (2024)
- "Parlor Tricks" (2024)
- "Albatross" (2024)
- "Pulling Quotes" (2024)
- "Mendicant" (2025)